# Franz Anton Ries
Franz Anton Xaverius Ries, född den 10 november 1755 i Bonn, död där den 1 november 1846, var en tysk violinist. Han var far till Ferdinand och Hubert Ries.
Ries var konsertmästare och direktör för kurfurstliga hovkapellet i sin hemstad. Han gjorde 1779 en konsertresa till Wien som virtuos på sitt instrument. År 1845 kallades han till hedersdoktor vid Bonns universitet.